# Meneer van Zanten
Meneer van Zanten is een Nederlandse rockband uit Apeldoorn die vooral bekendheid geniet door de single Danielle.
In 2003 kwam het album "Zomaar Ineens" uit. Hier stond ook de single Danielle op dat hun grootste succes was. In 2008  halen ze met Danielle de 3e notering in de gelderse top-100.
In 2006 worden ze uitgenodigd door de organisatie van "Tulip festival" in Ottawa/Canada om twee weken op dit festival op te treden.
In 2007 wordt een sinterklaas clip opgenomen welke meer dan 500.000 bekeken wordt via Internet en door heel het land te zien was op de regionale stations.
In 2011 kom het album "Vallen en opstaan" uit. "Odette" is de 1e single die daarvan getrokken is. Hiermee halen ze de eerste plek in de Achmea Challenge die georganiseerd is voor het Achmea-200 festival. Een optreden voor 10.000 man in de jaarbeurs hallen is de beloning.
In 2012 maakten ze op het nummer "Laat me" een eigen arrangement met de tekst van Ramses Shaffy.  Hiermee haalden ze de zesde notering in de alternatieve top 2000.
Leden:
- Jos Berenschot - Zang
- René van de Zande - Gitaar
- Guido Sturre - Gitaar
- Alwin Meenderink - Bas
- Peter Stegeman - Drums

Oud-leden:
- Hans Stokkermans - Bas